# Reserve Officers Training Corps

Insigne du ROTC de l'US Army

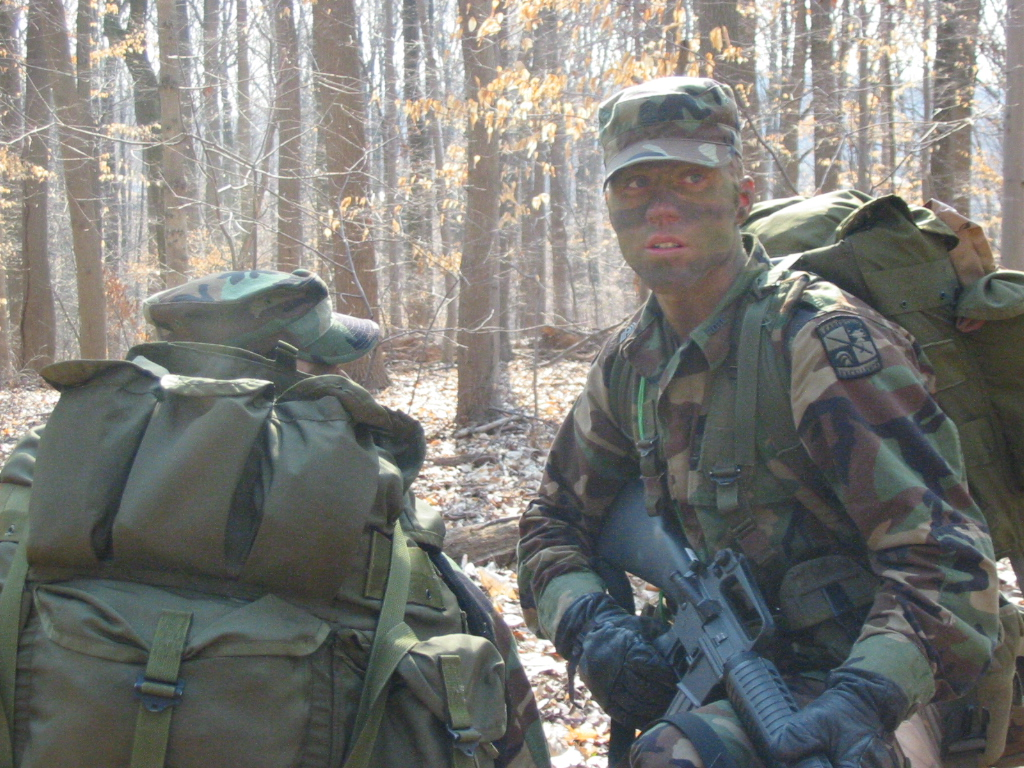
Cadets de l'université du Delaware à l'entrainement en 2005.

Le Reserve Officers Training Corps (ROTC) est une organisation militaire chargée de l'entrainement des officiers de réserve des forces armées des États-Unis dans un cadre universitaire et est aussi une « porte d'entrée » dans cette même armée, sans passer par le long parcours des académies militaires, comme West Point.